# Hunan Valin Steel
Hunan Valin Steel Company Limited (华菱钢铁) — китайская металлургическая компания, крупнейшая промышленная компания провинции Хунань и одна из крупнейших публичных компаний страны. Основана в 1997 году, штаб-квартира расположена в Чанша.  

## История
Государственная компания Hunan Valin Iron and Steel Group основана в 1997 году путём слияния активов трёх металлургических заводов провинции Хунань. В 1999 году акции дочерней компании Hunan Valin Steel стали котироваться на Шэньчжэньской фондовой бирже. В 2005 году нидерландская компания Mittal Steel индийского миллиардера Лакшми Миттала приобрела 37,17 % трубного подразделения компании Hunan Valin Steel. В 2009 году Hunan Valin Steel приобрела 16,5 % акций третьего по величине производителя железной руды в Австралии Fortescue Metals Group. 
По состоянию на 2011 год Hunan Valin Steel входила в десятку крупнейших металлургических компаний Китая: годовые мощности составляли 22 млн тонн, производство — 18,2 млн тонн, продажи — 83,9 млрд юаней, прибыль — 1,67 млрд юаней.
В 2014 году ArcelorMittal и Hunan Valin Steel создали совместное предприятие по производству металлических деталей для автомобильных шасси и колес. В 2015 году Hunan Valin Steel понесла чистые убытки в размере 2,96 млрд юаней, после чего реструктуризировала свой металлургический бизнес. В 2016 году корпорация ArcelorMittal продала 10 % акций Hunan Valin Steel китайским инвесторам.
В 2019 году Hunan Valin Steel произвела 24 млн тонн стали, заняв 13-е место среди крупнейших металлургических компаний мира.

## Продукция
Hunan Valin Steel производит стальные трубы, прутья, пластины, листы, слябы, проволоку, рулоны горячего и холодного проката, оцинкованные рулоны, а также медные трубы и алюминиевые изделия. Дочерняя компания Hunan Valin Wire & Cable производит кабель и провода. Продукция Hunan Valin Steel поставляется автомобильным и судостроительным компаниям, а также компаниям, которые строят здания, мосты и трубопроводы. По состоянию на 2020 год 98 % продаж Hunan Valin Steel приходилось на рынок Китая.

## Производственные мощности
Металлургические заводы Hunan Valin Steel расположены в городах Сянтань, Хэнъян и Ляньюань. Совместное предприятие VAMA (Valin ArcelorMittal Automotive) выпускает на заводе в Лоуди сталь для автомобильной промышленности.

## Акционеры
По состоянию на 2021 год крупнейшими акционерами Hunan Valin Steel являлись Комитет по контролю и управлению государственным имуществом провинции Хунань (24,1 %), China Construction Bank (3,24 %), Bank of China (2,43 %), Hunan Caixin Changqin Funds Management (2,43 %), China Huarong Asset Management (2,02 %), Agricultural Bank of China (1,62 %) и China Merchants Investment (1,54 %).